# Mohamed Ben Rehaiem
Mohamed Ben Rehaiem (Sfax, 20 de março de 1951 – Sfax, 21 de agosto de 2020) foi um futebolista tunisiano. Competiu na Copa do Mundo FIFA de 1978, sediada na Argentina, na qual a seleção de seu país terminou na nona colocação dentre os 16 participantes. Também atuou no Sfaxien, com o qual conquistou três campeonatos nacionais em 1978, 1981 e 1983.
Morreu no dia 21 de agosto de 2020 em Sfax, aos 69 anos.